# 1578 Kirkwood
1578 Kirkwood è un asteroide della fascia principale del diametro medio di circa 51,88 km. Scoperto nel 1951, presenta un'orbita caratterizzata da un semiasse maggiore pari a 3,9280650 UA e da un'eccentricità di 0,2372203, inclinata di 0,81123° rispetto all'eclittica.
Fa parte del gruppo dinamico di asteroidi Hilda, che si trova in risonanza 2:3 col pianeta Giove.
L'asteroide è dedicato all'astronomo statunitense Daniel Kirkwood.